# Julius Yego
Julius Yego, född 4 januari 1989, är en kenyansk friidrottare som tävlar i spjutkastning. Han blev världsmästare 2015 med ett kast på 92,72 meter vilket då var det längsta kastet i världen på 14 år.
Yego deltog vid olympiska sommarspelen 2012 där han slutade på 12:e plats.